# Girlgroup
Als Girlgroup (von englisch Girl Group ‚Mädchengruppe‘) bezeichnet man eine Gruppe aus mehreren Sängerinnen, die Popmusik singen. Der Begriff entwickelte sich in den USA und bezeichnete anfangs Gruppen aus drei bis vier Mädchen, die „Popmusik in einem im US-amerikanischen Teenager-Rock-’n’-Roll der 1950er Jahre entwickelten Stil singen“ und oft dazu synchron tanzten.
Die Bezeichnung ist seit Ende der 1950er Jahre gebräuchlich. Heute werden als Girlgroups alle rein weiblichen Gesangsgruppen bezeichnet, die keine Instrumente spielen. Nicht unter diesen Begriff fallen weibliche Gruppen, die speziellen Musikrichtungen wie Country, Folk oder Jazz bzw. einem Chor zuzuordnen sind.

## Geschichte

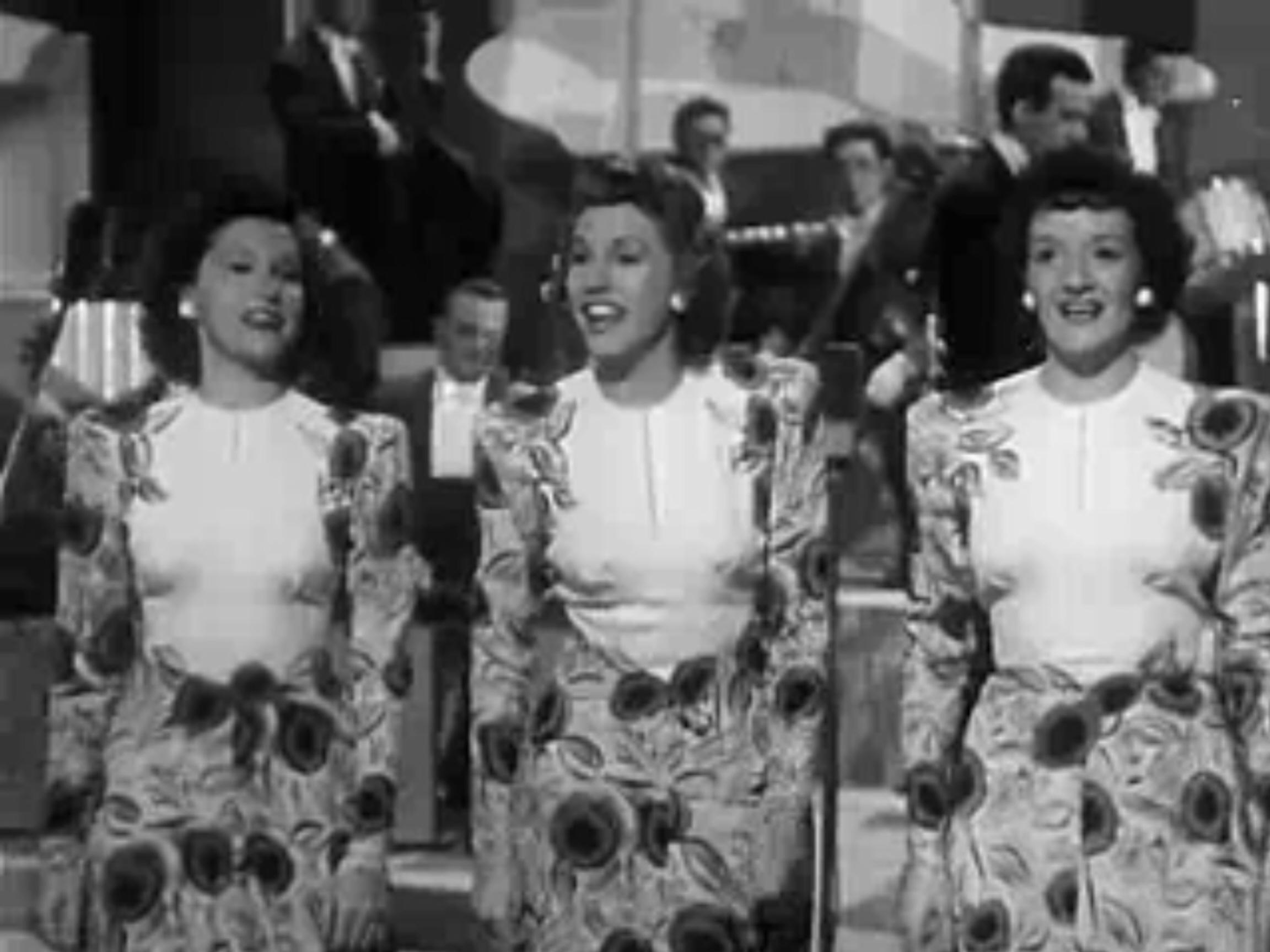
The Andrews Sisters (1942)

Die Wurzeln der Girlgroups findet man in den A-cappella-Chören des US-amerikanischen Jazz. In den 1920er Jahren waren die Brox Sisters die bekannteste weibliche Gesangsgruppe, ihnen folgten von etwa 1925 bis 1935 die Boswell Sisters als führende Girlgroup. Als erste weltbekannte Girlgroup sind die Andrews Sisters zu sehen, die von 1932 bis 1966 aktiv waren. Das Trio Lescano – drei Schwestern – war in Italien zwischen 1935 und 1943 sehr populär.
Ab Ende der 1940er Jahre entstanden einige weitere Girlgroups; sie hatten fast alle den Namensbestandteil „Sisters“ und zahlreiche Erfolge in den Hitparaden: The Marlin Sisters, The Fontane Sisters oder The McGuire Sisters. The Chordettes waren ein Sängerinnen-Quartett, das von 1946 bis 1961 existierte und Hits wie Mister Sandman und Lollipop hatte. In der Phase des Umbruchs der populären Musik zum Rock ’n’ Roll und in ihrer Zwischenstellung zwischen traditioneller Popmusik und rockorientiertem Pop gelten die Chordettes als Prototyp für die zahlreichen nach ihnen kommenden Girlgroups.

### Erste Hochphase der Girlgroups (1958–1965)

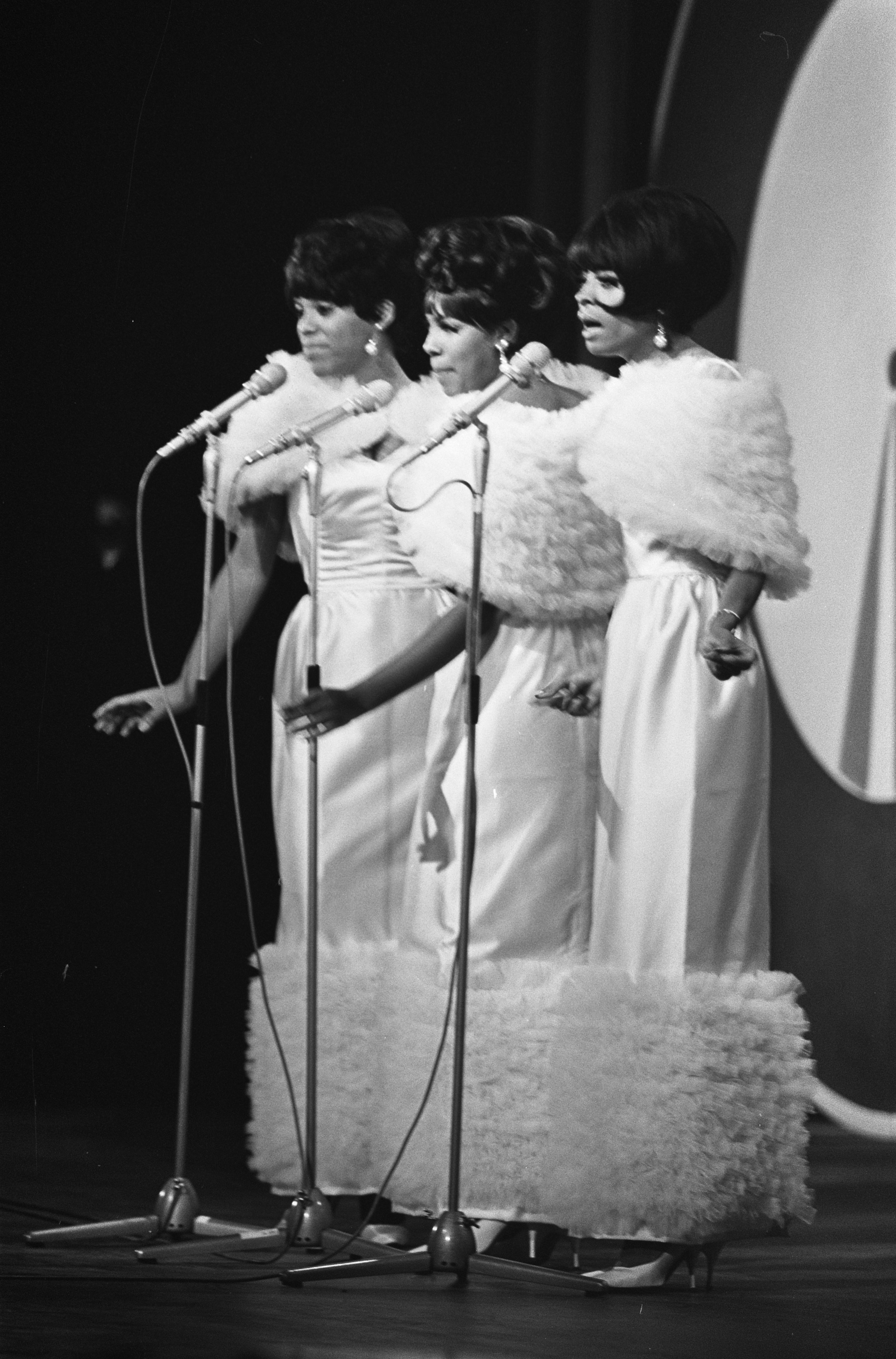
The Supremes 1965

Im Zuge des Erfolgs des Labels Motown gab es seit 1958 in den USA weitere weibliche Popgruppen, die kommerzielle Erfolge hatten. Sogenannte „Female Vocal Groups“ waren bis Mitte der 1960er Jahre ein Bestandteil der US-Billboard-Charts. Viele der Gruppen verschwanden jedoch nach einem Hit schnell wieder. Als wichtige Vertreter dieses Stils gelten zum Beispiel The Shangri-Las (gegründet 1963 in Queens), The Crystals (gegründet 1961 in Brooklyn), The Ronettes (gegründet 1959 in New York City), The Marvelettes (gegründet 1960 in Inkster, Michigan), Martha & the Vandellas (ab 1962 unter diesem Namen; gegründet 1957 als The Del-Phis in Detroit) und The Shirelles (gegründet 1958 in Passiac, New Jersey). Die Mitglieder waren oft junge schwarze Frauen. Erfolgreichste Gruppe waren die Supremes.

### Die 1990er Jahre

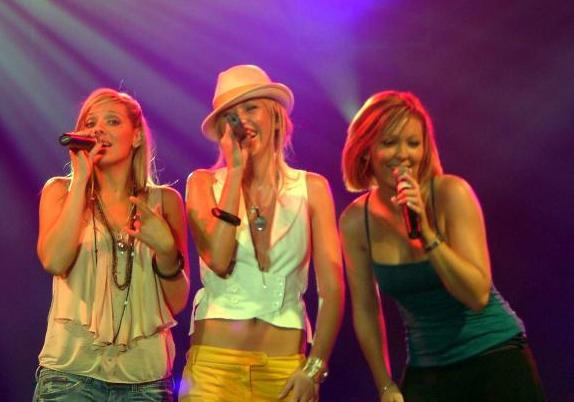
Die britische Girlgroup Atomic Kitten

Das Konzept der Zusammenstellung von Girlgroups besteht seit den 1990er-Jahren ähnlich den Boygroups häufig aus einem Castingverfahren, in dem Stereotype nach bestimmten – dem möglichst breiten Publikumsgeschmack entsprechenden – Identifikationsfiguren gecastet werden, die als Idole verehrt werden können und per Merchandising und Devotionalien vermarktet werden. Man bezeichnet solche Konstellationen auch als Retortenbands, die von Musikproduzenten nach Erfolgskonzepten zusammengestellt werden.
Erfolgreiche Gruppen der 1990er Jahre kamen insbesondere aus dem Vereinigten Königreich, wo die Spice Girls Vorreiter einer neuen Welle von Girlgroups wie Atomic Kitten, All Saints und Sugababes waren. Auch J-Pop-Gruppen wie Speed und Morning Musume machten auf sich aufmerksam.

### 2000 bis heute

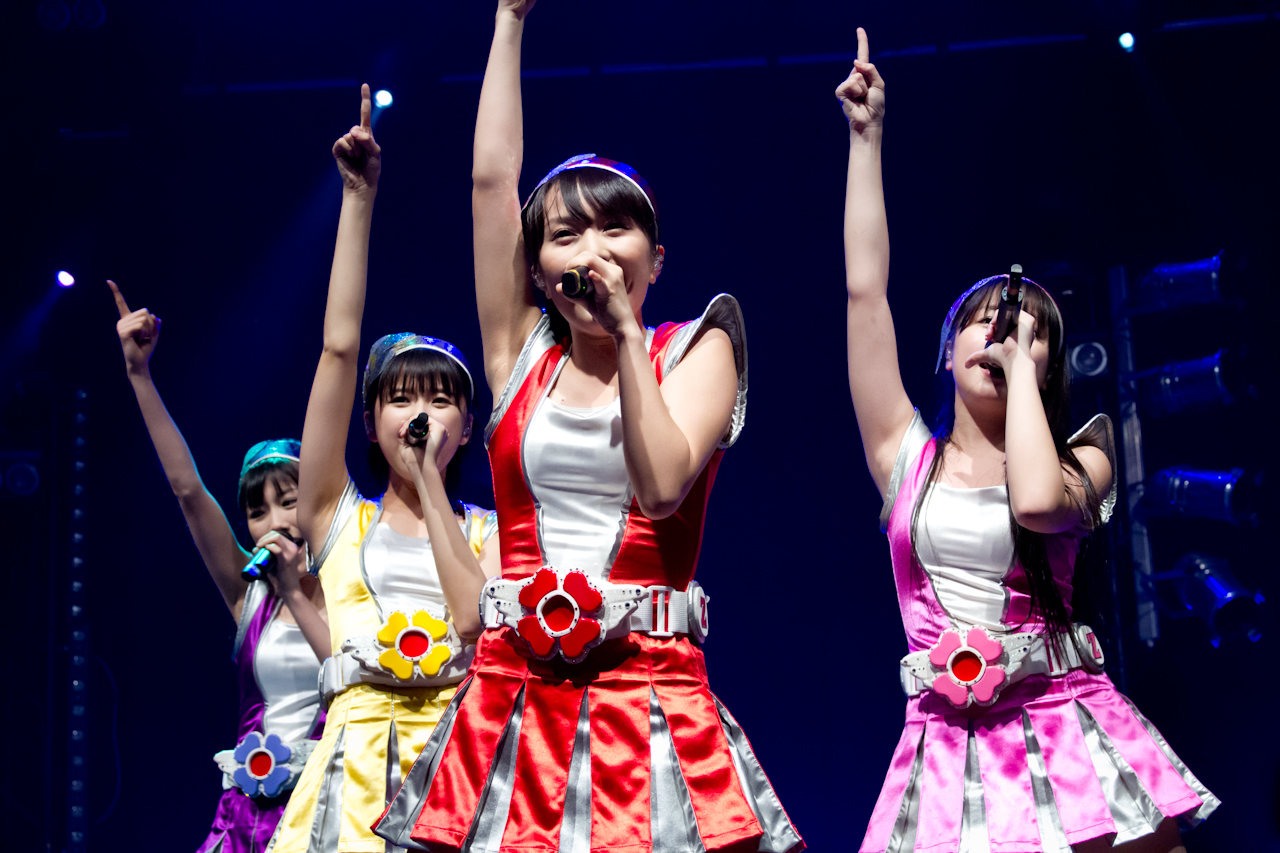
Momoiro Clover Z aus Japan

Ab dem Jahr 2000 fanden sich vor allem in den verschiedenen Versionen der Castingshow Popstars erfolgreiche Girlgroups zusammen, etwa Girls Aloud aus Großbritannien, die No Angels aus Deutschland, Bellepop aus Spanien, Tears aus der Schweiz, L5 aus Frankreich, Rouge aus Brasilien und Bandana aus Argentinien.
In Japan wurde vor allem ab dem Jahr 2005 eine große Zahl von Girlgroups zusammengestellt. Zu den erfolgreichsten gehören AKB48 und Momoiro Clover Z. 
Als Teil der sogenannten koreanischen Welle konnten zudem zahlreiche südkoreanische Gruppen internationale Erfolge feiern, so zum Beispiel Girls’ Generation, Kara und Wonder Girls. Durch den anhaltenden Erfolg des K-Pop wurden koreanische Idol-Gruppen der jüngeren Generation wie Blackpink, Twice und (G)I-DLE auch international bekannt.